# Habib Maïga
Digbo G’Nampa Habib Maïga (* 1. Januar 1996 in Gagnoa) ist ein ivorischer Fußballspieler, der aktuell bei Ferencváros Budapest spielt.

## Karriere

### Verein
Maïga begann seine fußballerische Ausbildung beim SC Gagnoa. Im Januar 2015 wechselte er in die Jugendakademie der AS Saint-Étienne. In den ersten Jahren spielte er dort jedoch nur in der National 2 und National 3 für die zweite Mannschaft. Am 4. März 2017 (28. Spieltag) spielte er das erste Mal in der Ligue 1, als er bei einem 0:0-Unentschieden gegen den SC Bastia über 90 Minuten als Außenverteidiger spielte. Insgesamt spielte er in der Saison 2016/17 fünfmal in der höchsten französischen Spielklasse. Bei einem 3:1-Sieg über den FC Metz schoss er sein erstes Tor im Profibereich, als er die letzten Minuten des neunten Matches der Folgespielzeit auf dem Feld stand. Bis in den Februar 2018 spielte er in der Spielzeit 14 Mal, wobei er zwei Tore schoss. Für den Rest der Spielzeit 2017/18 wurde er nach Russland an Arsenal Tula verliehen. Anfang März spielte er dort gegen Achmat Grosny das einzige Mal für den Verein, bis er in der Halbzeit ausgewechselt wurde.
Nach der Rückkehr wurde er für die gesamte Saison 2018/19 an den Zweitligisten FC Metz verliehen. Sein Debüt dort gab er jedoch erst am elften Spieltag bei einem 3:0-Sieg gegen Chamois Niort über die vollen 90 Minuten. Bei einer der seltenen Niederlagen des FC Metz in dieser Saison, schoss er gegen Clermont Foot am 21. Spieltag sein erstes Tor für seinen zeitweisen Arbeitgeber. Wettbewerbsübergreifend schoss er 2018/19 zwei Tore in 22 Einsätzen für die Nordfranzosen. Zudem holte er mit seinem Team den Zweitligameistertitel und stieg somit in die Ligue 1 auf. Nach dem Aufstieg und seiner Rückkehr zu Saint-Étienne wurde er für eine Million Euro fest von den Grenats verpflichtet. In der Ligue 1 wurde er endgültig zum Stammspieler und spielte in der verkürzten Ligasaison 2019/20 26 von 28 möglichen Partien, wobei er einmal traf. 2020/21 traf er erneut einmal und spielte 31 Ligaspiele. Nach fünfeinhalb Jahren mit zwei Aufstiegen verließ er Metz im Januar 2024 und schloss sich dem ungarischen Rekordmeister Ferencváros Budapest an.

### Nationalmannschaft
Maïga durchlief in der Elfenbeinküste sämtliche Juniorennationalteams. Mit der U17-Nationalmannschaft nahm er an der U17-WM 2013 teil. Sein Debüt für die A-Nationalmannschaft debütierte er, nachdem er im November 2017 bereits einmal im Kader stand, am 6. September 2019 bei einer Niederlage gegen Benin in einem Freundschaftsspiel. Anschließend schwankte er immer wieder zwischen Stammspieler und Einwechselspieler. Im Januar 2022 nahm er mit seinem Land am Afrika-Cup teil, wo er zwei von vier Spielen bis zum Ausscheiden im Achtelfinale bestritt.

## Erfolge
FC Metz
- Französischer Zweitligameister: 2018/19
- Aufstieg in die Ligue 1: 2018/19, 2022/23